# Le tigri del Pacifico
Le tigri del Pacifico (Tiger Shark) è un film del 1932 diretto da Howard Hawks.

## Trama
Sopravvissuto a un naufragio, il pescatore di origine portoghese Mike Mascarenhas perde una mano a causa di uno squalo. Qualche tempo dopo, Manuel, uno del suo equipaggio, cade in mare venendo ucciso dai pescecani. Mike, allora, si prende cura di Quita, la figlia di Manuel, innamorandosi di lei. Quando le chiede di sposarlo, la ragazza gli confessa di non amarlo ma poi accetta la sua proposta di matrimonio, commossa dalla generosità dell'uomo e dall'amore che le dimostra. Quita, però, si innamora di Pipes, il testimone di nozze del marito. Quando gli dice di amarlo, lui decide di lasciare il paese ma, prima di poterlo fare, resta ferito da un gancio per la pesca. Mike lo porta a casa sua dove Quita si prende cura di lui. Il loro amore diventa sempre più profondo e un giorno la donna rivela inavvertitamente il suo sentimento al marito quando lui, non visto, la vede abbracciare l'amico durante una battuta di pesca in mare. Furioso, Mike prende a pugni Pipes buttandolo in una barca sfondata che sta per affondare, circondata dagli squali. Mike, però, perde l'equilibrio e cade in acqua ma viene recuperato, benché gravemente ferito, dai suoi pescatori. Prima di morire, l'uomo si riconcilia con la moglie e Pipes.

## Produzione
Il film fu prodotto dalla First National Pictures.

## Distribuzione
Distribuito dalla Warner Bros., il film venne presentato in prima a New York il 22 settembre 1932, uscendo poi nelle sale USA il 24 settembre.